# Sebastian Pether
Sebastian Pether (24 novembre 1793 – 14 marzo 1844) è stato un pittore britannico.

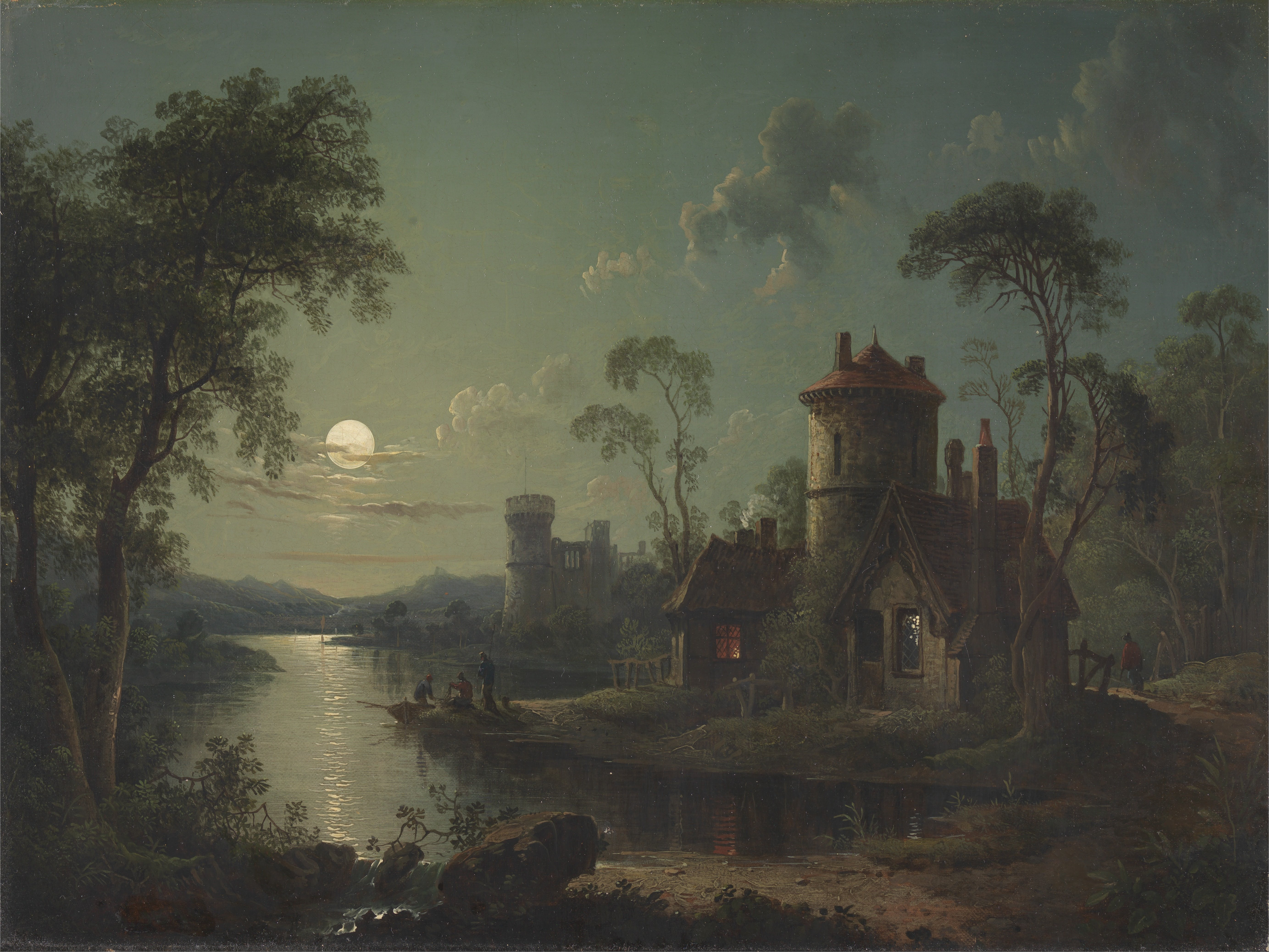
River Scene (1840) di Sebastian Pether

Era un paesaggista inglese specializzato nella pittura al chiaro di luna, al tramonto e alla luce del fuoco. Anche suo padre Abraham Pether e suo fratello Henry Pether erano specializzati in dipinti al chiaro di luna: i tre erano conosciuti come i "Moonlight Penthers".
Le opere di Sebastian tendevano ad utilizzare toni verdastri. La maggior parte del suo lavoro è stata gestita tramite mercanti d'arte che lo hanno aiutato a vendere i suoi quadri, ma ha prodotto poche entrate per sostenere la sua numerosa famiglia di undici persone. Pether morì all'età di 51 anni, lasciando la sua famiglia dipendente dalle sottoscrizioni raccolte dopo la sua morte.

## Biografia
Sebastian William Thomas Pether nacque il 24 novembre 1793 da Abraham ed Elizabeth Pether e fu battezzato nella chiesa di St. Luke a Chelsea, a Londra, il 31 agosto 1794. Pether si sposò giovane ed ebbe una famiglia numerosa, composta da nove figli; pertanto ebbe poche opportunità di creare opere su commissione. Inoltre, le sue opere spesso non venivano esposte, costringendo Sebastian a lavorare per conto di commercianti per un basso salario. Il suo figlio maggiore seguì il padre nell'arte, del cui padre fu anche allievo; tuttavia condusse una vita da recluso. Sebastian, essendo bene istruito, arrivò ad affermare di aver proposto per primo l'idea di una pompa gastrica al chirurgo Andrew Jukes. Negli ultimi anni della sua vita, tuttavia, perse tre figli a causa della tisi e un altro figlio per trisma. Il figlio maggiore, William, divenne infine un artista del mosaico. Pether morì a Battersea per un attacco infiammatorio il 14 marzo 1844 a York Cottage, Battersea Fields; per la sua famiglia e fu sottoscritta una raccolta fondi. In un numero di novembre 1876 del Times di Londra, infatti, si annunciò una raccolta fondi per una sua figlia, che si riportava essere indigente a causa della sua vista rovinata dal suo lavoro di cucitrice.

## Opere
Le opere principali di Pether consistevano in rappresentazioni di paesaggi con luci infuocate, luci della Luna e tramonti. Nel 1814 Pether inviò alla Royal Academy il dipintoView from Chelsea Bridge of the Destruction of Drury Lane Theatre e, nel 1826, A Caravan overtaken by a Whirlwind, una commissione di John Fleming Leicester, che era il suo unico mecenate. Nella primavera del 1842 i tre quadri che inviò, con l'aiuto di un corniciaio, alla Royal Academy, furono tutti respinti. I dipinti di Sebastian Pether sono spesso erroneamente attribuiti a suo fratello Henry Pether e viceversa. Tuttavia, Henry generalmente firmava i suoi dipinti ed erano più realistici e raffinati.

## Galleria d'immagini

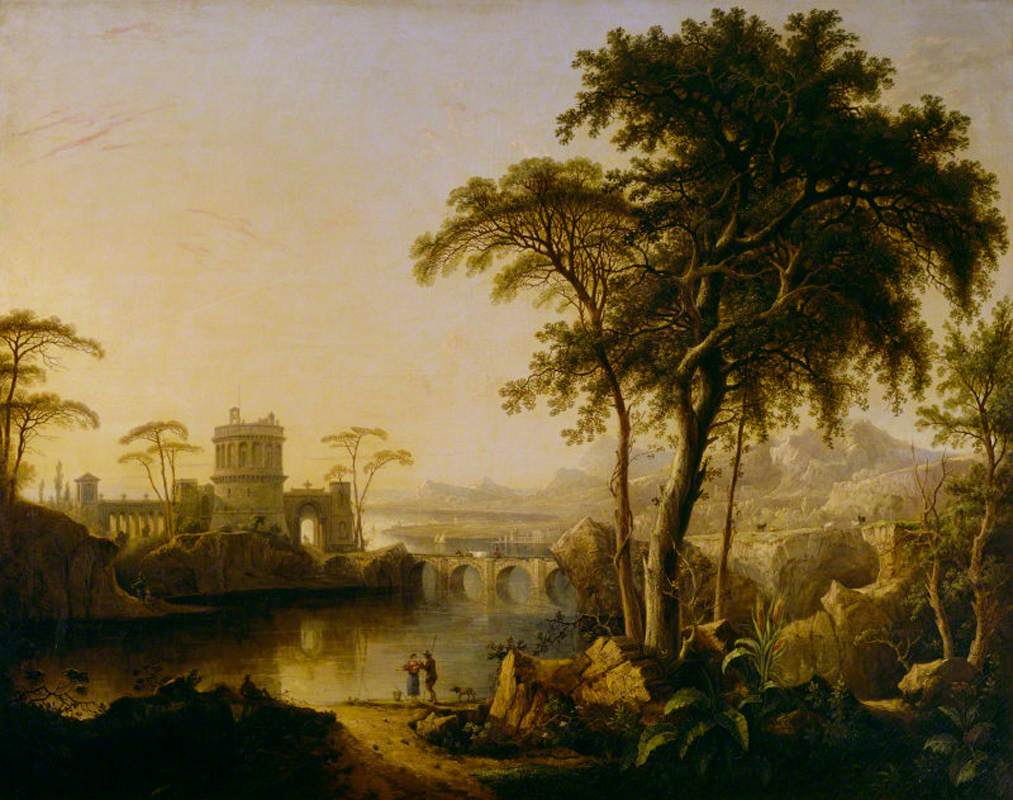
A River Landscape with a Castle at Sunrise
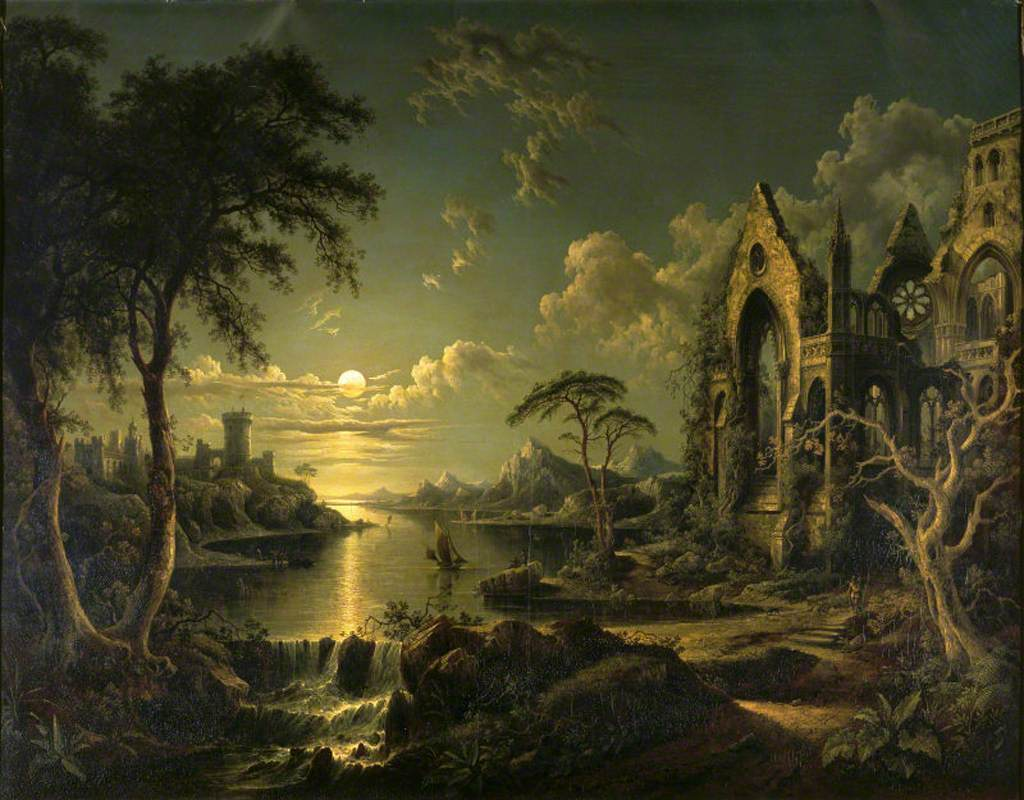
A Ruined Gothic Church beside a River by Moonlight
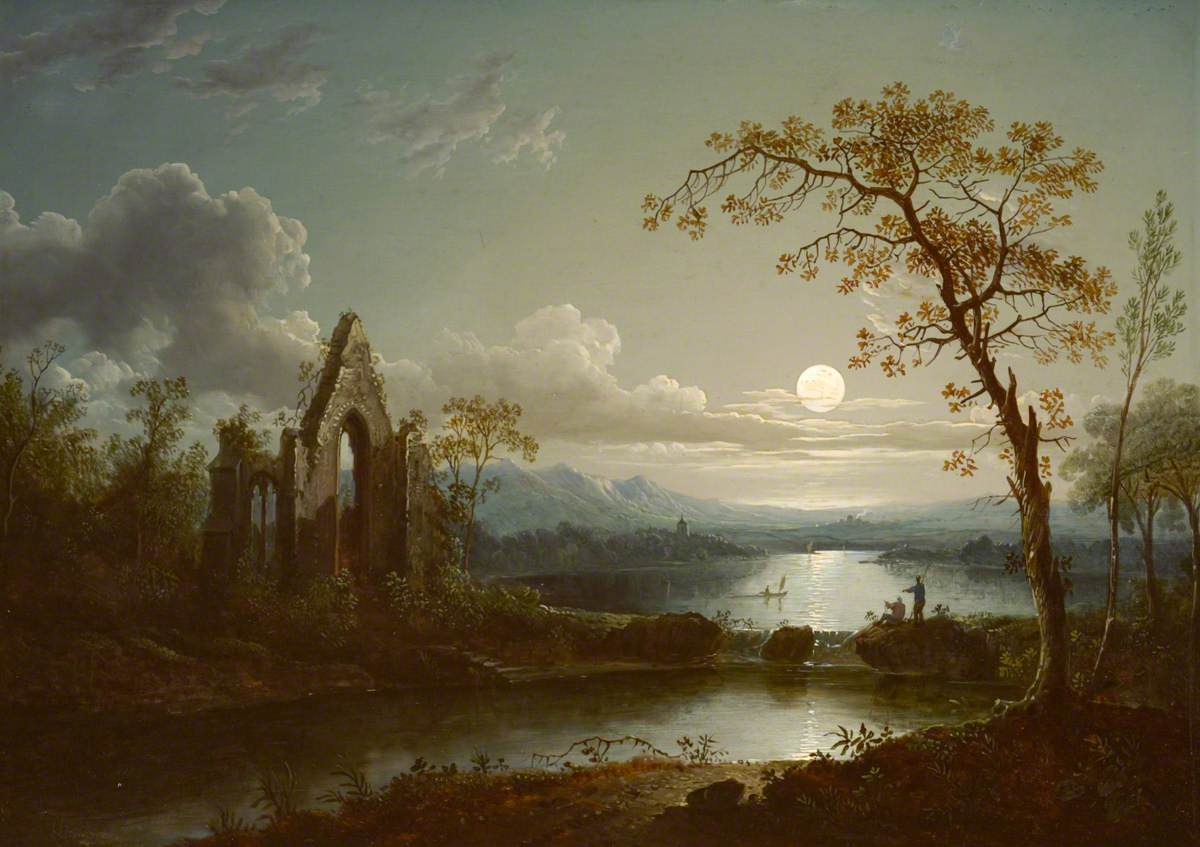
Moonlit Landscape with a Gothic Ruin
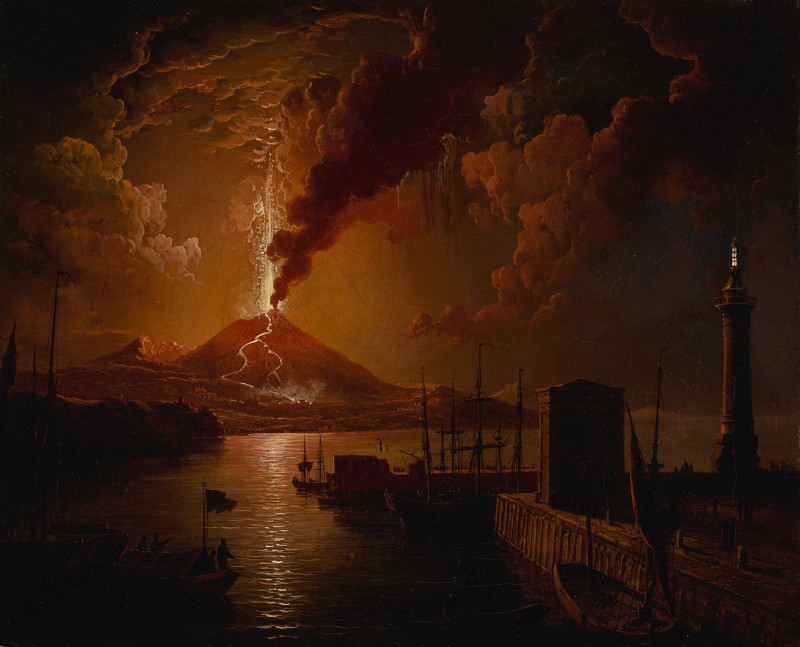
The Bay of Naples